# The Garden (Zero 7)
The Garden, pubblicato nel 2006, è il terzo album album del gruppo musicale inglese Zero 7.

## Tracce
1. Futures – 3:51
2. Throw It All Away – 5:22
3. Seeing Things – 5:11
4. The Pageant of the Bizarre – 4:23
5. You're My Flame – 3:17
6. Left Behind – 1:17
7. Today – 4:05
8. This Fine Social Scene – 4:29
9. Your Place – 6:03
10. If I Can't Have You – 3:24
11. Crosses – 6:41
12. Waiting to Die – 3:39